# Réalité
Réalité è un film del 2014 diretto da Quentin Dupieux.
Pellicola surreale franco-belga-statunitense presentata nella sezione Orizzonti della 71ª Mostra internazionale d'arte cinematografica di Venezia.

## Trama
L'aspirante regista Jason Tantra sta per realizzare il suo primo film horror. Bob Marshall, un ricco produttore, accetta di finanziarlo a condizione che Jason trovi il miglior gemito della Storia del Cinema (degno di un Oscar) in 48 ore. Ma la realtà perde i suoi punti di riferimento, e il sogno, l'assurdo, lo spaziotempo si mescolano nella narrazione che diventa labirinto logico e mise en abyme dello spettatore in una perplessità senza fondo.

## Colonna sonora
La colonna sonora consiste nei soli primi cinque minuti di Music with Changing Parts di Philip Glass.

## Distribuzione
La première del film ha avuto luogo il 28 agosto 2014 presso la settantunesima edizione della Mostra Internazionale d'Arte Cinematografica della Biennale di Venezia (sezione Orizzonti).
In Francia, la data di uscita del film è stata il 18 febbraio 2015. Negli Stati Uniti d'America, il film è uscito su Internet il 1º maggio 2015.

## Accoglienza

### Critica
Sull'aggregatore di recensioni Rotten Tomatoes, il film ha un punteggio di approvazione del 64% basato su 25 recensioni, con una valutazione media di 6,13/10. Il sito cinematografico francese AlloCiné ha assegnato al film una valutazione di 3,6/5 stelle basata su 32 recensioni.

## Riconoscimenti (parziale)
- 2014 - Festival del Cinema di Sitges
  - Premio José Luis Guarner Critic's Award a Quentin Dupieux